# Новости систематики низших растений
Новости систематики низших растений — рецензируемый научный ботанический журнал, выходящий два раза в год, издаётся ботаническим институтом им. В.Л. Комарова РАН, публикует работы по актуальным вопросам систематики и таксономическому разнообразию водорослей, грибов, лишайников и мохообразных.
Журнал хорошо известен как авторитетное издание в своей области, востребован специалистами, особенно в странах ближнего зарубежья.
Журнал индексируется Scopus, Dimensions, РИНЦ. Выпуски издания поступают в крупнейшие ботанические библиотеки, гербарии и ботанические учреждения по всему миру.

## История
Под современным названием — «Новости систематики низших растений» — журнал публикуется с 1964 года, является продолжением ранее издававшихся серий 
- «Ботанические материалы Отдела споровых растений Ботанического института АН СССР»
- «Ботанические материалы Института споровых растений Главного ботанического сада РСФСР» (основано в 1922 году)

## Тематика публикаций
В журнале публикуются описания новых таксонов, сведения о номенклатурных изменениях, постоянно освещается вновь получаемая информация о видовом разнообразии и распространении водорослей, грибов, лишайников и мохообразных — обеспечивающая развитие таксономии и систематики этих групп организмов.
Основные разделы выпусков: Водоросли; Грибы; Лишайники; Мохообразные; Флористические находки; Номенклатурные заметки.
Издание готово к сотрудничеству как с известными авторитетами, так и с молодыми учёными, аспирантами и студентами. 
Редакционная коллегия состоит из специалистов по споровым растениям и грибам. 
Поступающие материалы проходят обязательное рецензирование.
За публикацию материалов с авторов плата не взимается.